# Michel Seligmann
Pour les articles homonymes, voir Seligmann.
Michel Seligmann (1739 à Phalsbourg en Lorraine - 7 octobre 1829 à Paris) est le premier Grand-rabbin de Paris (1809-1829), membre du Grand Sanhédrin.

## Éléments biographiques
Michel Seligmann est né à Phalsbourg, Moselle, Lorraine en 1739,.
Il se marie le 17 décembre 1775 à Mutzig, Bas-Rhin, Alsace avec Babet Lazard (née en 1756 à Mutzig). Ils ont trois filles: Julie (née en 1789 à Rosheim), Franchette Netter (née le 10 janvier 1791 à Rosheim) Jeanette (née en 1796 à Phalsbourg), et un fils Henri (né en 1801 à Paris).
Philippe Landau (2009) note:"Dès 1796, les Allemands (ashkénazes) se dotent d'un véritable rabbin, Seligmann Michel."
Michel Seligmann est le premier Grand-rabbin de Paris,,, de 1809 à 1829.
Il est membre du Grand Sanhédrin. Il est proche du Grand-rabbin David Sintzheim.
Il est décédé le 7 octobre 1829 à Paris à l'âge de 90 ans.